# Montagnac-d'Auberoche
Montagnac-d'Auberoche is een gemeente in het Franse departement Dordogne (regio Nouvelle-Aquitaine) en telt 118 inwoners (2004). De plaats maakt deel uit van het arrondissement Périgueux. Na de aanpassing van de arrondissementsgrenzen vanaf 2017 door het arrest van 30 december 2016 behoort zij tot het arrondissement Sarlat-la-Canéda.

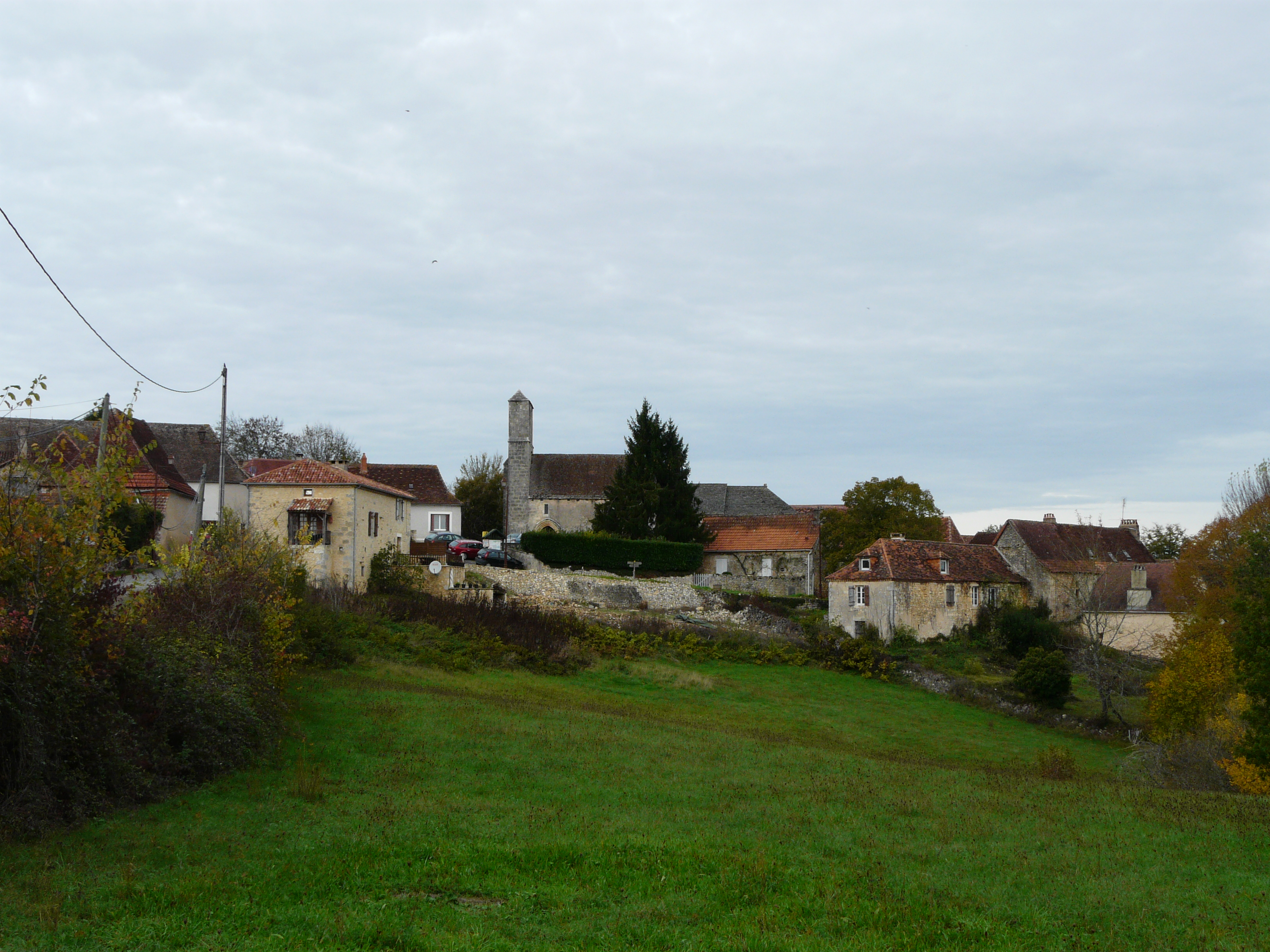
Montagnac-d'Auberoche
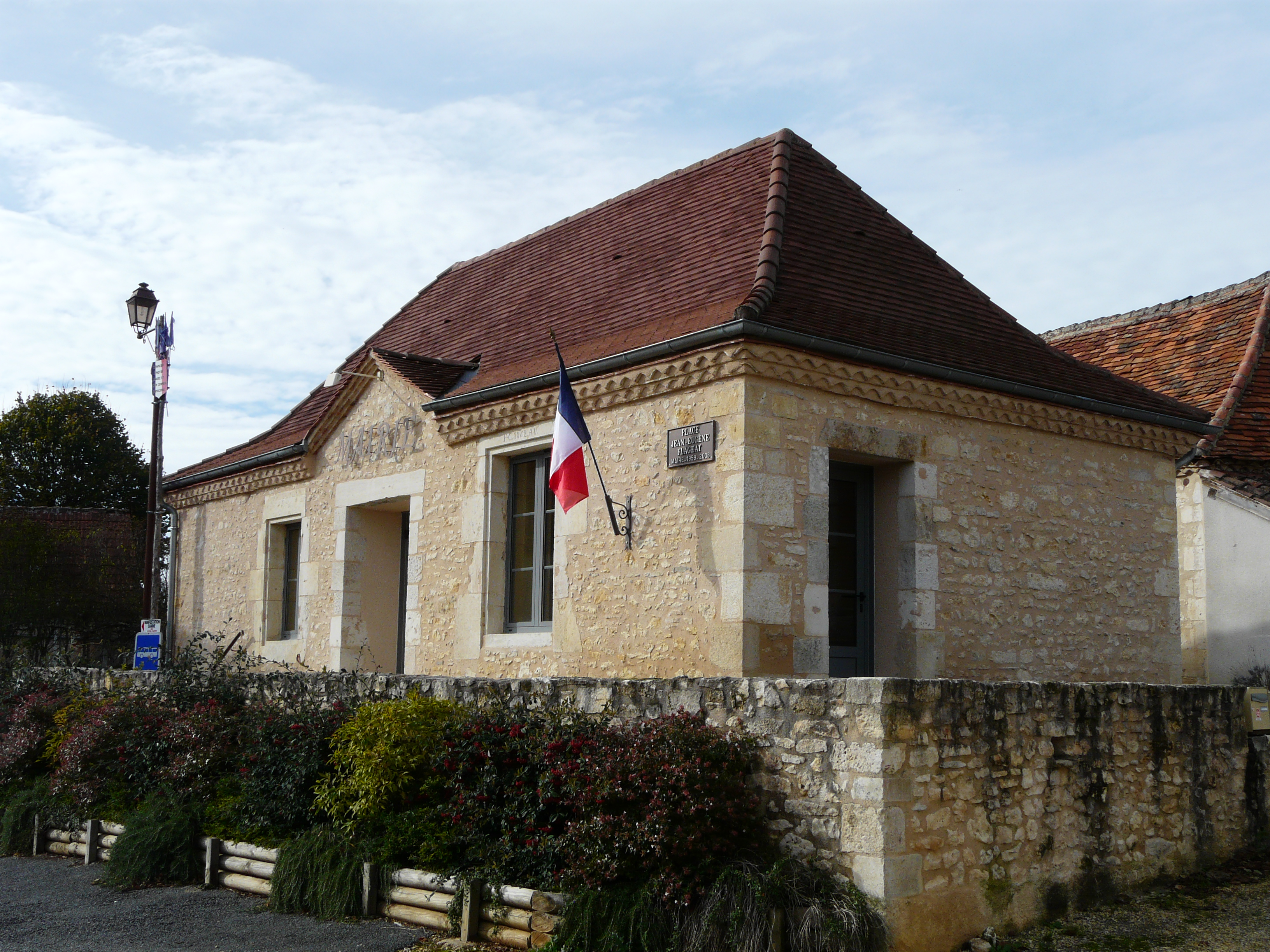
Gemeentehuis

## Geografie
De oppervlakte van Montagnac-d'Auberoche bedraagt 10,1 km², de bevolkingsdichtheid is 11,7 inwoners per km².
De onderstaande kaart toont de ligging van Montagnac-d'Auberoche met de belangrijkste infrastructuur en aangrenzende gemeenten.

## Demografie
Onderstaande figuur toont het verloop van het inwonertal (bron: INSEE-tellingen).